# Alan Sinclair
Alan Sinclair (Inverness, 16 de octubre de 1985) es un deportista británico que compitió en remo.
Ganó tres medallas en el Campeonato Mundial de Remo entre los años 2014 y 2018, y dos medallas en el Campeonato Europeo de Remo, en los años 2015 y 2016.
Participó en los Juegos Olímpicos de Río de Janeiro 2016, ocupando el cuarto lugar en la prueba de dos sin timonel.

## Palmarés internacional
| Campeonato Mundial | Campeonato Mundial       | Campeonato Mundial | Campeonato Mundial |
| Año                | Lugar                    | Medalla            | Prueba             |
| ------------------ | ------------------------ | ------------------ | ------------------ |
| 2014               | Ámsterdam (Países Bajos) | Medalla de plata   | Dos con timonel    |
| 2015               | Aiguebelette (Francia)   | Medalla de bronce  | Cuatro sin timonel |
| 2018               | Plovdiv (Bulgaria)       | Medalla de bronce  | Ocho con timonel   |
| Campeonato Europeo |                          |                    |                    |
| Año                | Lugar                    | Medalla            | Prueba             |
| 2015               | Poznań (Polonia)         | Medalla de oro     | Cuatro sin timonel |
| 2016               | Brandeburgo (Alemania)   | Medalla de plata   | Dos sin timonel    |